# Wadih Saadeh
Wadih Saadeh, (arabisch: وديع سعادة, transkribiert auch Wadih Sa’adeh oder Wadih Sa’adah, * 1948 im Libanon) ist ein libanesischer Schriftsteller und Journalist. Er wanderte 1988 nach Australien aus, wo er seither in Sydney lebt und arbeitet. Im Jahr 2010 erschien ein ins Französische übersetzter Gedichtband mit Werken von وديع سعادة (Le texte de l’absence et autres poèmes, Actes Sud), im Jahr 2011 erhielt er den Prix Max-Jacob.

## Werke
- ليس للمساء أخوة (Laysa lil-masāʼ ikhwah), Beirut, المؤسسة (al-Muʼassasah), 1981
- المياه المياه (al-Myāh al-myāh), 1981 (Eigenverlag)
- قبض ريح (Qabḍ rīḥ), 1983
- رجل في هواء مستعمل يقعد ويفكر في الحيوانات , 1985 (Eigenverlag)
- مقعد راكب غادر الباص , 1987 (Eigenverlag)
- بسبب غيمة على الارجح (Bi-sabab ghaymah ʻalá al-arjaḥ), Beirut, دار الجديد (Dār al-Jadīd), 1992
- محاولة وصل ضفتين بصوت (Muḥāwalat waṣala ḍiffatayn bi-ṣawt), Beirut, 1997
- نص الغياب (Naṣṣ al-ghiyāb), Beirut, المسار (al-Masār), 1999
- غبار (Ghubār), Beirut, المسار (al-Masār)
- رتق الهواء (Ratq al-hawāʼ), Beirut, دار النهار للنشر (Dār al-Nahār lil-Nashr)
- تركيب آخر لحياة وديع سعادة (Tarkeeb akhar lihat Wadih Saadeh), Beirut, 2006
- من أخذ النظرة التي تركتها أمام الباب؟ (Man akhaza alnazra allati taraktuha amama albab?), Beirut, 2011
- قل للعابر أن يعود نسي هنا ظله (Qul llabiri an yaoud nasia huna zillahu), Beirut, 2011
- Sammelband الأعمال الشعرية (al-Aʻmāl al-shiʻrīyah), Beirut